# La Princesse du Danube bleu
Pour plus de détails, voir Fiche technique et Distribution.
La Princesse du Danube bleu (titre original : An der schönen blauen Donau) est un film autrichien réalisé par Hans Schweikart sorti en 1955.

## Synopsis
Le baron Philipp von und zu Weidendorf a une panne de voiture et est emmené par un jeune homme qui se présente comme Richard. Le baron lui dit qu'il doit se rendre à la résidence pour parler au roi Richard Frédéric Guillaume VIII. Richard dit qu'il peut l'aider, car il est le roi. Presque chaque jour, Richard se voit présenter une nouvelle princesse, car le dernier souhait de son défunt père l'oblige à se marier avant l'âge de 28 ans, sinon sa prétention au trône de Carpien serait perdue. Cependant, le jeune roi veut épouser par amour et si possible une roturière, comme son arrière-arrière-grand-père. Le baron von und zu Weidendorf vante les mérites de la princesse Genoveva Brabantini, qu'il lui présente dans les tons les plus élevés, mais n'a pas de photo de la princesse avec lui.
Genoveva emploie une ruse lorsqu'elle est prise en photo et se présente sous un étrange déguisement dans l'espoir que le jeune roi trouvera ses photos aussi hideuses qu'elle. Comme Richard, elle dit à sa mère qu'elle ne se mariera que par amour. Quand on montre au roi les photos de Genoveva, il est tout sauf enthousiaste. Néanmoins, une rencontre entre la princesse et lui à Vienne est organisée. Le conseiller Schröder est secondé par Haller pour assurer la sécurité du jeune roi de Carpien. Pendant son séjour à Vienne, Genoveva est chez sa tante Susanne, tandis que Richard loge chez le comte et la comtesse Eichenfels. Le jeune roi ne porte plus de barbe pleine et a un look complètement différent des photos que l'on connaît de lui. Lorsqu'il visite une boutique avec Schröder, il rencontre une jeune femme à qui il conseille d'acheter du rouge à lèvres. Il ne sait pas qu'il s'agit de la princesse Genoveva, mais il est immédiatement extrêmement épris de la jeune femme et la suit à travers Vienne sans que Schröder ne le quitte. Il parvient finalement à entrer en contact avec la jeune femme et l'invite pour l'après-midi. Bien qu'elle lui donne peu d'espoir qu'elle vienne, elle dit à sa tante Susanne qu'elle est tombée amoureuse, à juste titre.
En attendant, Richard va voir les éléphants au zoo de Schönbrunn, car il avait parlé à la demoiselle inconnue d'en acheter un. Et puis arrive Genoveva, accompagnée de sa tante, qui pourtant se retire discrètement. Quand elle voit Schröder, qu'elle connaît, ils commencent à parler. C'est une grande surprise pour eux deux quand ils découvrent l'un de l'autre qui est au rendez-vous. Schröder veut tout leur dire tout de suite, mais Susanne est d'avis qu'il faut se taire pour le moment afin de donner au roi et à la princesse le temps de tomber tellement amoureux qu'ils ne peuvent plus être l'un sans l'autre. Après tout, il y a une différence entre rencontrer quelqu'un par accident et avoir une rencontre arrangée. La femme énergique, qui travaille comme artiste, l'applique également avec Haller. Dans sa jeunesse, elle a partagé un grand amour avec Haller, qui n'a pas eu le temps de se stabiliser. On informe les Viennois par une annonce radio et leur demande de l'aide pour accorder cette fois de la tranquillité au jeune couple. Un chrysanthème blanc sert de trait distinctif, qui leur est offert à tous les deux par une fleuriste d'une manière extrêmement habile. Les Viennois participent avec enthousiasme, mais c'est un travail acharné pour Schröder et son peuple, car tout le monde veut jeter un œil au couple royal. Un autre appel à la radio assure alors que le roi et la princesse devront enfin avoir le temps d'être seuls. Dans un cinéma où ils vont, ils s'embrassent pour la première fois et se déclarent leur amour. La séparation est très difficile pour eux deux, mais à minuit, le conte de fées se termine et la réalité commence quand , comme Richard appelle celle dont il est amoureux, mais elle a soudainement disparu.
Arrive alors le moment où la princesse et le roi vont se présenter lors d'une réception officielle au Palais Eichenfels. Le roi croit qu'il fait ici son devoir, mais demain il va à Paris. Il sait que cela signifie son abdication. Gennie, comme on appelle la princesse Genoveva, fait des déclarations similaires à sa mère et à sa tante. Quand tous les deux se font alors face sans voix, Richard dit exactement la mauvaise chose : « Je suis heureux que ma future mariée soit aussi belle qu'elle est habile. » Abasourdie, Gennie s'enfuit. Elle pense que Richard ne pourra plus jamais lui faire confiance, car il est convaincu qu'elle a fait partie de cette comédie. Schröder parle à Richard et le fait réfléchir, puis il arrivera à la conclusion que la princesse a de vrais sentiments pour lui. Lorsque Gennie se réveille le lendemain matin, elle n'en croit pas ses yeux lorsqu'elle regarde par la fenêtre et voit un jeune éléphant. Elle court pieds nus et en robe de soirée. Richard la porte dans ses bras dans les escaliers et dit que son amour est aussi vrai que l'éléphant dans le jardin.

## Fiche technique
- Titre : La Princesse du Danube bleu
- Titre original : An der schönen blauen Donau
- Réalisation : Hans Schweikart
- Scénario : August Rieger (de), Jacques Companéez, Peter Berneis
- Musique : Franz Grothe
- Direction artistique : Fritz Jüptner-Jonstorff
- Photographie : Sepp Ketterer
- Montage : Leopoldine Pokorny
- Production : Ernest Müller (de)
- Société de production : Österreichischen Film-GmbH (ÖFA), Schönbrunn-Film
- Société de distribution : Union-Film
- Pays d'origine :  Autriche
- Langue : allemand
- Format : Noir et blanc - 1,37:1 - Mono - 35 mm
- Genre : Comédie romantique
- Durée : 88 minutes
- Dates de sortie :
  - Autriche : 25 janvier 1955.
  - France : 18 janvier 1956[1].
  - Espagne : 8 août 1960.
  - Danemark : 28 avril 1961.

## Distribution
- Hardy Krüger : Richard, roi de Carpien
- Nicole Besnard : Genoveva « Gennie », princesse de Brabanzini
- Paul Hörbiger : Schröder
- Renée Saint-Cyr : Susanne
- Egon von Jordan : Haller
- Hans Unterkircher : le comte Eichenfels
- Susi Nicoletti : la comtesse Eichenfels
- Hubert von Meyerinck : le baron Philipp
- Jean Wall : Emser, premier ministre
- Adrienne Gessner : une princesse germanophone
- Rudolf Carl : Winkler, l'inspecteur
- Theodor Danegger (de) : Johann, chauffeur
- Ernst Waldbrunn : le propriétaire du cinéma
- Karl Ehmann (de) : Karl, un tonnelier
- Toni von Bukovics : sa femme
- Karl Böhm : leur fils
- Martin Costa (de) : Pächter
- Mimi Stelzer (de) : la femme aux fleurs
- Theodor Grieg (de) : Huber, photographe
- Hugo Gottschlich, Viktor Braun (de) : les fiacres
- Franz Böheim : le chanteur de chansons à boire
- Hans Ziegler (de) : un premier conseiller
- Josef Krastel (de) : un deuxième conseiller

## Production
Le tournage du film a lieu en 1954 dans les studios de Vienne-Schönbrunn de Wien-Film GmbH ainsi qu'à Vienne et dans les environs.